# Владимир Ричиотти
Владимир Ричиотти (настоящее имя — Леонид Осипович Турутович; 31 марта (12 апреля) 1899 год, Петербург, Российская империя — 21 августа 1939 год, Кисловодск, РСФСР, СССР) — советский поэт, прозаик, критик. Один из деятелей Петроградского Воинствующего Ордена имажинистов.

## Биография
Подростком работал в типографии, слесарем на нескольких заводах, затем служил на флоте.
В 1917—1922 служил в Красной Армии в морских отрядах, был ранен. Во время героического Ледового похода Балтийского флота в 1918 году он вместе с пятью товарищами, без командиров, вывел свой корабль из льдов Финского залива и спас его от врагов. В ознаменование 15-й годовщины Ледового похода опубликовал в 1933 году очерки о нём в газете «Ленинградский портовик» (6, 8 и 10 апр.). После его смерти был издан неоконченный роман «Четыре рейса» (1941), касающийся в том числе и этих событий.
В январе 1921 года Союз водников рекомендовал Ричиотти на рабочий факультет Петроградского университета. Там он не только учился, но и руководил литературным и драматическим кружками. Печатался в студенческом журнале, издавал рукописный журнал «Гонг», как корреспондент и поэт выступал в газете «Красное знамя» (Пенза), «Красный водник», «Красный Балтийский флот» (Петроград) и др.
Ричиотти входил в группу молодых пролетарских писателей «Стройка»: вместе с её членами Е. Панфиловым и И. Васильевым издал сборник стихов «Певучая банда» (1923). В то же время вступил в Петроградский Воинствующий Орден имажинистов: участвовал вместе с ними в сборниках «В кибитке вдохновенья» (1923) и «Ровесники». Издал поэтические книги «Осьмина» (1922) и «Коромысло глаз» (1923).
Ричиотти успешно окончил рабфак и правовое отделение факультета общественных наук Ленинградского университета.
В середине-конце 1920-х годов служил на многих кораблях — «Нептун», «Агитатор», «Совет», «Парижская коммуна» и др. На его творческую тематику и активность влияла также его работа в Ленинградском морском порту, где он выполнял обязанности консультанта по трудовым делам, руководителя группы технормирования, начальника Отдела экономики труда.
Итогом многолетнего плавания стали две книги очерков — «Без маски» (1928) и «Страна на воде» (1930). Они получили положительные отклики в печати («Красная новь», «На вахте», «Ленинград»). Ричиотти писал о Голландии, Германии, Англии. Проявлял интерес к жизни народов разных стран, отмечал своеобразие национального уклада жизни в Голландии, рассказывал о национальных обычаях жителей Индонезии.
В 1930-е годы работал над трилогией о торговом флоте. Напряжённый труд отразился на здоровье Ричиотти. После подготовки рукописи первой части романа к печати сказалось переутомление. Врачи запретили работать. Ричиотти, не дождавшись от издательства корректуры, вынужден был уехать в Кисловодск лечиться и взял с собой рукописи. Однако работать уже не смог. Трилогия осталась недописанной. Более того — во время Великой Отечественной войны склады с книгами ленинградского отделения издательства «Советский писатель» сгорели. Остались считанные единицы экземпляров романа «Четыре рейса» (1941).
Похоронен на Волковском лютеранском кладбище в Ленинграде.

### Изданные книги
- Ричиотти В. «Осьмина» (М.: Имажинисты, 1922)
- Ричиотти В. «Коромысло глаз» (П.: Имажинисты, 1923)
- Ричиотти В. «Без маски» (М.-Л.: Государственное издательство, 1928)
- Ричиотти В. «Страна на воде» (Л.: Издательство писателей в Ленинграде, 1930)
- Ричиотти В. «Четыре рейса» (Л.: Советский писатель, 1941)

### Участие в коллективных сборниках
- Ричиотти В. // Певучая банда. П.: Типография «Наука и Труд», 1923.
- Ричиотти В. «Прости, АфСол, беспечный муж и лирик…» // В кибитке вдохновения (из Петрограда к мамаше). П.: Имажинисты, 1923.
- Ричиотти В. «Когда словами точно лавой…», «О, одночашники мои — любезные друзья!» // Ровесники. Л., 1925.
- Ричиотти В. «Полночная страна! Величественным тостом…» // Поэты наших дней. М.: Всероссийский союз поэтов, 1924.
- Ричиотти В. «Разлука с родиной — хмельнее водки…», «Ты любишь родину, ты шаткий…» // Ларь. Л.: ACADEMIA, 1927.

### Стихи в периодике
- Ричиотти В. Анатолию Мариенгофу («О, одночашники мои — любезные друзья!»). // Гостиница для путешествующих в прекрасном. 1924. № 4.
- Ричиотти В. Матросская песня. // Звезда. 1927. № 1.
- Ричиотти В. Матросские песни. // Звезда. 1927. № 4.
- Ричиотти В. «Ах, юность моя сплыла…» // Звезда. 1928. № 6.
- Ричиотти В. Дружба. // Звезда. 1929. № 12.

### Очерки в периодике
- Ричиотти В. Прихожая Европы: [Голландия]. // Звезда. 1927. № 1.
- Ричиотти В. Где бич свистит, где нет свободы… // Ленинград. 1930. № 3.
- Ричиотти В. Страна на воде. // Звезда. 1930. № 8.
- Ричиотти В. Захват парохода «Хектос»: [Воспоминание участника ледового похода]. // Звезда. 1933. № 2-3.
- Ричиотти В. Борьба за Север. // Вокруг света. 1933. № 13.
- Ричиотти В. Лесозаготовители (или «Нейтралитет и революция»). // Вокруг Света. 1934. № 3.